# Leonhard Miksch
Leonhard Miksch (20 de mayo de 1901, Teplitz-Schonau en Bohemia - 19 de septiembre de 1950), fue un destacado economista alemán miembro de la llamada Escuela de Friburgo.
Vivió en Praga y en Tubinga, en donde se dedicó al estudio de la química en la Universidad de Tubinga, lo que dio a sus estudios un marcado carácter científico, algo inusual entre los economistas ordoliberales de la época. Después de un tiempo se cambia a estudiar economía, titulándose en 1926 y obteniendo un doctorado en la materia en 1929 con la tesis "Gibt es eine allgemeine Uberproduktion?" (¿Hay una sobreproducción general?), la cual fue supervisada por su entonces profesor Walter Eucken.
A mediados de los años 1930, trabajo como publicista especializado en temas económicos en un periódico hasta 1943 cuando este fue clausurado por los nazis. En este mismo periodo, continuó sus estudios de postdoctorado, trabajando en la tesis "Grundsdatze einer Wettbewerbsordnung" (Competencia como tarea: Fundamentos de un orden competitivo), nuevamente bajo la supervisión de Walter Eucken.
Luego de la Segunda Guerra Mundial, se convirtió en asistente de Ludwig Erhard, trabajando en diversos cargos administrativos del Ministerio de Asuntos Económicos de Alemania. En 1949 comienza a dictar clases en la Universidad de Friburgo, en donde no alcanza a estar mucho tiempo debido a su sorpresiva muerte el 19 de septiembre de 1950.